# Foxtron Model B
Foxtron Model B – elektryczny samochód osobowy klasy kompaktowej produkowany pod tajwańską marką Foxtron od 2024 roku.

## Historia i opis modelu

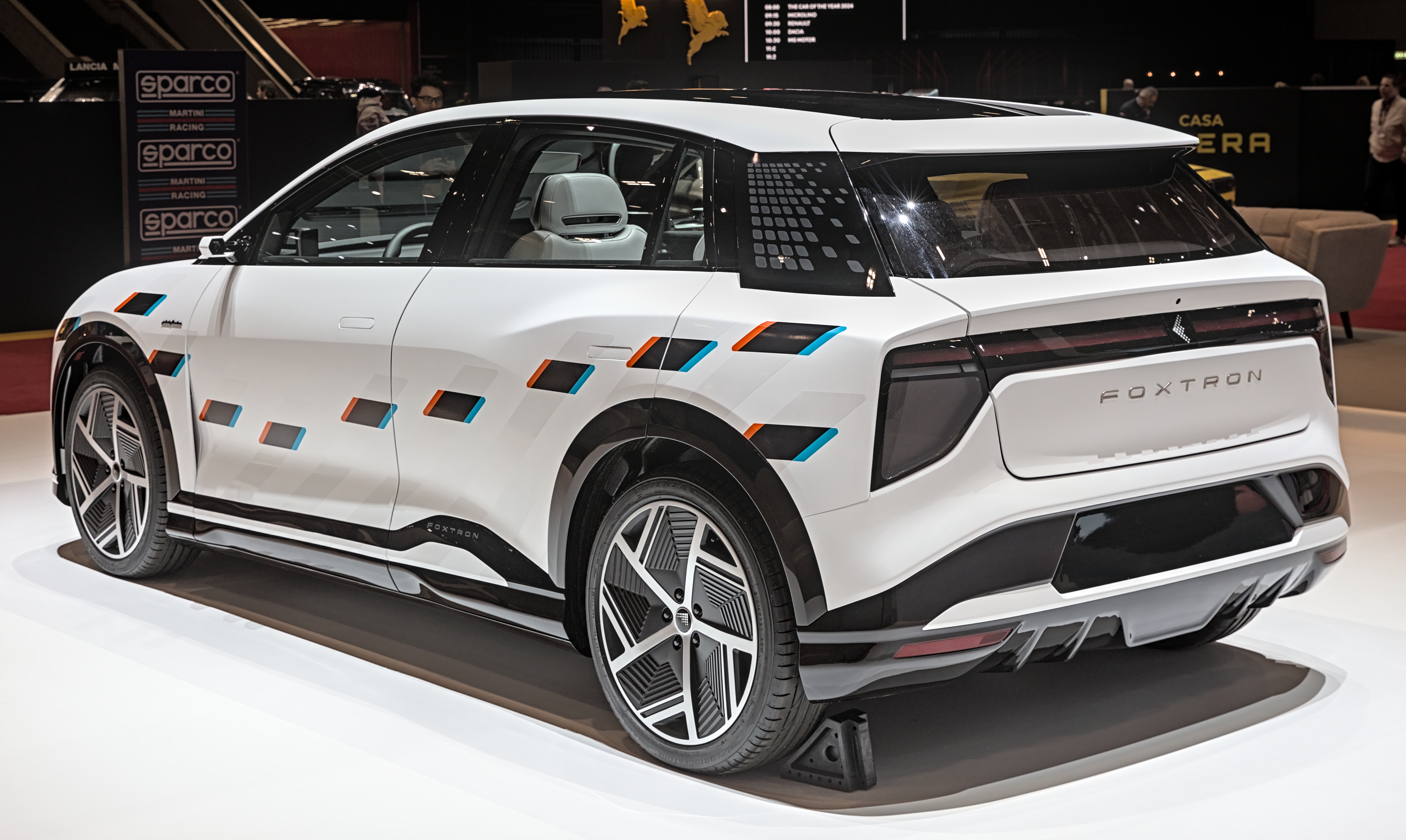
Foxtron Model B - tył

W październiku 2022 nowo powstały tajwański Foxtron, motoryzacyjny oddział giganta branży półprzewodników Foxconn, przedstawił kolejny prototyp zwiastujący przyszłe portfolio seryjnych samochodów elektrycznych - Model B. Rok później, w październiku 2023, swoją premierę miał produkcyjny Foxtron Model B, a w lutym 2024 po raz pierwszy zaprezentowano go przed światową publicznością podczas Geneva Motor Show.
Podobnie jak studium, tak i stylizację seryjnego Foxtrona Model B opracowało włoskie studio projektowe Pininfarina. Samochód przyjął zwarte proporcje z pasami świetlnymi dominującymi zarówno przód, jak i tył, a także niewielką powierzchnią szyb. Nadwozie zoptymalizowano pod kątem aerodynamiki, czemu podyktowano m.in. pochylenie czołowej szyby pod jak największym kątem.
Dla wygospodarowania jak największej kabiny pasażerskiej rozstaw osi zyskał 2,8 metra. Deska rozdzielcza została utrzymana w typowym dla ówczesnych konstrukcji minimalistyczno-cyfrowym wzornictwie, z 9,6 calowym ekranem cyfrowych wskaźników i centralnym, 15,6 calowym ekranem systemu multimedialnego.

### Sprzedaż
Foxtron Model B został zbudowany głównie z myślą o ekspansji na rynkach zagranicznych, pozwalająć wykroczenie z operacjami tajwańskiej firmy poza Azję Wschodnią. W czasie gdy wariant lokalny ma być wytwarzany w sąsiednich Chinach w zakładach Foxtrona w Zhengzhou, tak produkcję globalnej odmiany wyznaczono do końca 2024 roku w amerykańskim Lordstown.

### Dane techniczne
Model B jest samochodem w pełni elektrycznym, współdzielącym układ napędowy z pokrewnym Luxgenem n7. Podstawowy wariant napędził jeden silnik przenoszący moc na tylną oś, rozwijając 230 KM mocy, 60 kWh baterię i ok. 430 kilometrów maksymalnego zasięgu na jednym ładowaniu.